# 日本農林規格

JAS标志

日本農林規格 （日本農林規格）（, JAS）是日本政府为农业所制定的行业标准。这些标准相当于日本工业规格，但适用于食品、农产品及林产品。